# Comitatul Baldwin, Alabama
Comitatul Baldwin, conform originalului din limba engleză, Baldwin County (cod FIPS 01 - 003), este unul din cele 67 de comitate ale statului Alabama, Statele Unite ale Americii. Conform recensământului Statelor Unite Census 2000, efectuat de United States Census Bureau, populația totală era de 140.415 de locuitori . Estimarea aceluiași United States Census Bureau pentru populația comuitatului în 2006 era de 169.162 de locuitori..
Sediul comitatului se găsește în orașul Bay Minette GR6. Comitatul Baldwin, numit în onoarea lui Abraham Baldwin, unul din membrii Senatului Statelor Unite, care nu a locuit niciodată în Alabama, este cel mai larg comitat din Alabama și include porțiuni din Mobile Bay.
Zona micropolitană Daphne-Fairhope-Foley conține întreg comitatul Baldwin în componența sa.

## Demografie
|  | Graficele sunt indisponibile din cauza unor probleme tehnice. Mai multe informații se găsesc la Phabricator și la wiki-ul MediaWiki. |

Date: Wikidata - grafică realizată de Wikipedia